# Huracà Ethel (1960)
Huracà Ethel és el cicló tropical que sosté el rècord a l'huracà que es va intensificar més ràpid com també el d'huracà més ràpid en debilitar-se. Va assolir l'estatus de categoria 5 en l'escala d'huracans de Saffir-Simpson en només 18 hores després de ser declarat tempesta tropicali es va debilitar des d'aquesta intensitat en una tempesta tropical en només 12 hores. Ethel es va formar en el golf de Mèxic durant el matí del 14 de setembre de 1960. Ràpidament es va intensificar en un huracà de categoria 5 potencialment catastròfic, i es va debilitar seguidament en una tempesta tropical abans de fer recalada a Biloxi, Mississipi, durant la tarda de l'endemà. A causa d'aquesta ràpida debilitació, la tempesta va causar danys menors i cap víctima mortal.